# Maidla
Maidla è un ex comune dell'Estonia situato nella contea di Ida-Virumaa, nell'Estonia nord-orientale; classificato come comune rurale, il centro amministrativo era la località (in estone küla) di Savala.
Nel 2013 è stato accorpato, insieme a Püssi, nel comune di Lüganuse.

## Località
Oltre al capoluogo, il centro abitato comprende altre 26 località:
Aidu, Aidu-Liiva, Aidu-Nõmme, Aidu-Sooküla, Aruküla, Arupäälse, Aruvälja, Hirmuse, Koolma, Kulja, Lipu, Lümatu, Mehide, Oandu, Ojamaa, Piilse, Rebu, Rääsa, Salaküla, Savala, Sirtsi, Soonurme, Tarumaa, Uniküla, Veneoja and Virunurme.